# Хлорид гафния(IV)
Хлорид гафния(IV) — неорганическое соединение, соль металла гафния и соляной кислоты с формулой HfCl4, бесцветные кристаллы, реагирует с водой.

## Получение
- Реакция хлора и порошкообразного гафния:

{\displaystyle {\mathsf {Hf+2Cl_{2}\ {\xrightarrow {200-400^{o}C}}\ HfCl_{4}}}}
- Реакция оксида гафния(IV) и хлора в присутствии восстановителей:

{\displaystyle {\mathsf {HfO_{2}+2Cl_{2}+C\ {\xrightarrow {500^{o}C}}\ HfCl_{4}+CO_{2}}}}
- Разложение оксида-дихлорида гафния при нагревании:

{\displaystyle {\mathsf {2HfOCl_{2}\ {\xrightarrow {300^{o}C}}\ HfCl_{4}+HfO_{2}}}}

## Физические свойства
Хлорид гафния(IV) образует бесцветные кристаллы кубической сингонии, параметры ячейки a = 1,041 нм.
В воде подвергается полному гидролизу.
Растворяется в этаноле.

## Химические свойства
- Разлагается при нагревании:

{\displaystyle {\mathsf {HfCl_{4}\ {\xrightarrow[{-Cl_{2}}]{1700^{o}C}}\ HfCl_{3},HfCl_{2},HfCl}}}
- Реагирует с водой:

{\displaystyle {\mathsf {HfCl_{4}+H_{2}O\ {\xrightarrow {}}\ HfOCl_{2}+2HCl}}}
- Реагирует с щелочами:

{\displaystyle {\mathsf {HfCl_{4}+4NaOH\ {\xrightarrow {}}\ HfO(OH)_{2}\downarrow +4NaCl+H_{2}O}}}
- При нагревании окисляется кислородом воздуха:

{\displaystyle {\mathsf {HfCl_{4}+O_{2}\ {\xrightarrow {500^{o}C}}\ HfO_{2}+2Cl_{2}}}}
- гафний вытесняется более активными металлами:

{\displaystyle {\mathsf {HfCl_{4}+2Mg\ {\xrightarrow {650-700^{o}C}}\ Hf+2MgCl_{2}}}}
- Восстанавливается при нагревании гафнием:

{\displaystyle {\mathsf {HfCl_{4}\ {\xrightarrow {Hf,350^{o}C}}\ HfCl_{3}\ {\xrightarrow {Hf,460-500^{o}C}}\ HfCl_{2}\ {\xrightarrow {Hf,625-800^{o}C}}\ HfCl}}}
- С хлоридами щелочных металлов образует гексахлорогафниаты:

{\displaystyle {\mathsf {HfCl_{4}+2KCl\ {\xrightarrow {500^{o}C,p}}\ K_{2}[HfCl_{6}]}}}
- Реагирует с жидким фтористым водородом:

{\displaystyle {\mathsf {HfCl_{4}+4HF\ {\xrightarrow {}}\ HfF_{4}+4HCl}}}
- Реагирует с оксидом хлора(I) в четырёххлористом углероде:

{\displaystyle {\mathsf {HfCl_{4}+Cl_{2}O\ {\xrightarrow {}}\ HfOCl_{2}+2Cl_{2}}}}